# برترام (مینه‌سوتا)
برترام، مینه‌سوتا (به انگلیسی: Burtrum, Minnesota) یک شهر در ایالات متحده آمریکا است که در مینه‌سوتا واقع شده‌است.

## خصوصیات
برترام ۱٫۴۸ کیلومترمربع مساحت و ۱۴۴ نفر جمعیت دارد و ۳۹۱ متر بالاتر از سطح دریا واقع شده‌است.